# Liste der portugiesischen Botschafter in Togo
Die Liste der portugiesischen Botschafter in Togo listet die Botschafter der Republik Portugal in Togo auf. Die Länder unterhalten seit 1978 direkte diplomatische Beziehungen, die auf die Ankunft der Portugiesischen Entdeckungsreisenden im heutigen Togo um 1472 zurückgehen.
Eine eigene Botschaft in der togoischen Hauptstadt Lomé eröffnete Portugal bislang nicht, das Land gehört seit Beginn der Beziehungen zum Amtsbezirk des Portugiesischen Botschafters in Nigeria, der sich in Togo zweitakkreditiert.

## Missionschefs
| Name                                           | Bild | Amtszeit  | Anmerkungen                                                                         |
| Togo                                           | Togo | Togo      | Togo                                                                                |
| ---------------------------------------------- | ---- | --------- | ----------------------------------------------------------------------------------- |
| João Uva de Matos Proença                      |      | ab 1978   | Botschafter mit Amtssitz Lagos                                                      |
| Armando Nunes de Freitas                       |      | ab 1980   | Botschafter mit Amtssitz Lagos                                                      |
| Rui Fernando de Meira Ferreira                 |      | ab 1984   | Botschafter mit Amtssitz Lagos                                                      |
| Nuno Maria da Cunha e Távora Silveira e Lorena |      | ab 1990   | Botschafter mit Amtssitz Lagos                                                      |
| Filipe Orlando de Albuquerque                  |      | ab 1994   | Botschafter mit Amtssitz Lagos                                                      |
| António José da Câmara Ramalho Ortigão         |      | ab 1999   | Botschafter mit Amtssitz Lagos                                                      |
| Maria de Fátima de Pina Perestrello            |      | ab 2005   | Botschafterin mit Amtssitz Lagos                                                    |
| João Maria Rebelo de Andrade Cabral            |      | ab 2010   | Botschafter mit Amtssitz Lagos                                                      |
| Simeão Archer Pinto Mesquita                   |      | ab 2011   | Botschafter mit Amtssitz Lagos                                                      |
| António Pedro da Vinha Rodrigues da Silva      |      | ab 2014   | ab 2014 Geschäftsträger am Amtssitz Lagos, seit 2017 Botschafter mit Amtssitz Abuja |
| Luís Filipe Ribeiro da Silva Barros            |      | seit 2018 | Botschafter mit Amtssitz Abuja                                                      |